# Oswald il coniglio fortunato
Oswald il coniglio fortunato (Oswald the Lucky Rabbit) è un personaggio dei cartoni animati creato da Walt Disney e Ub Iwerks.
Creato un anno prima di Topolino, è stato il primo successo di Disney. Il coniglio era molto simile al gatto Felix ed esordì con Trolley Troubles il 5 settembre 1927. Per un anno e mezzo furono prodotti altri cartoni muti di Oswald. I suoi cartoni animati furono prodotti fino al 1943 e i suoi fumetti fino agli anni sessanta, quando fu definitivamente abbandonato. Nel 2006, la Disney ha riacquisito i diritti sull'immagine di Oswald.

## Storia

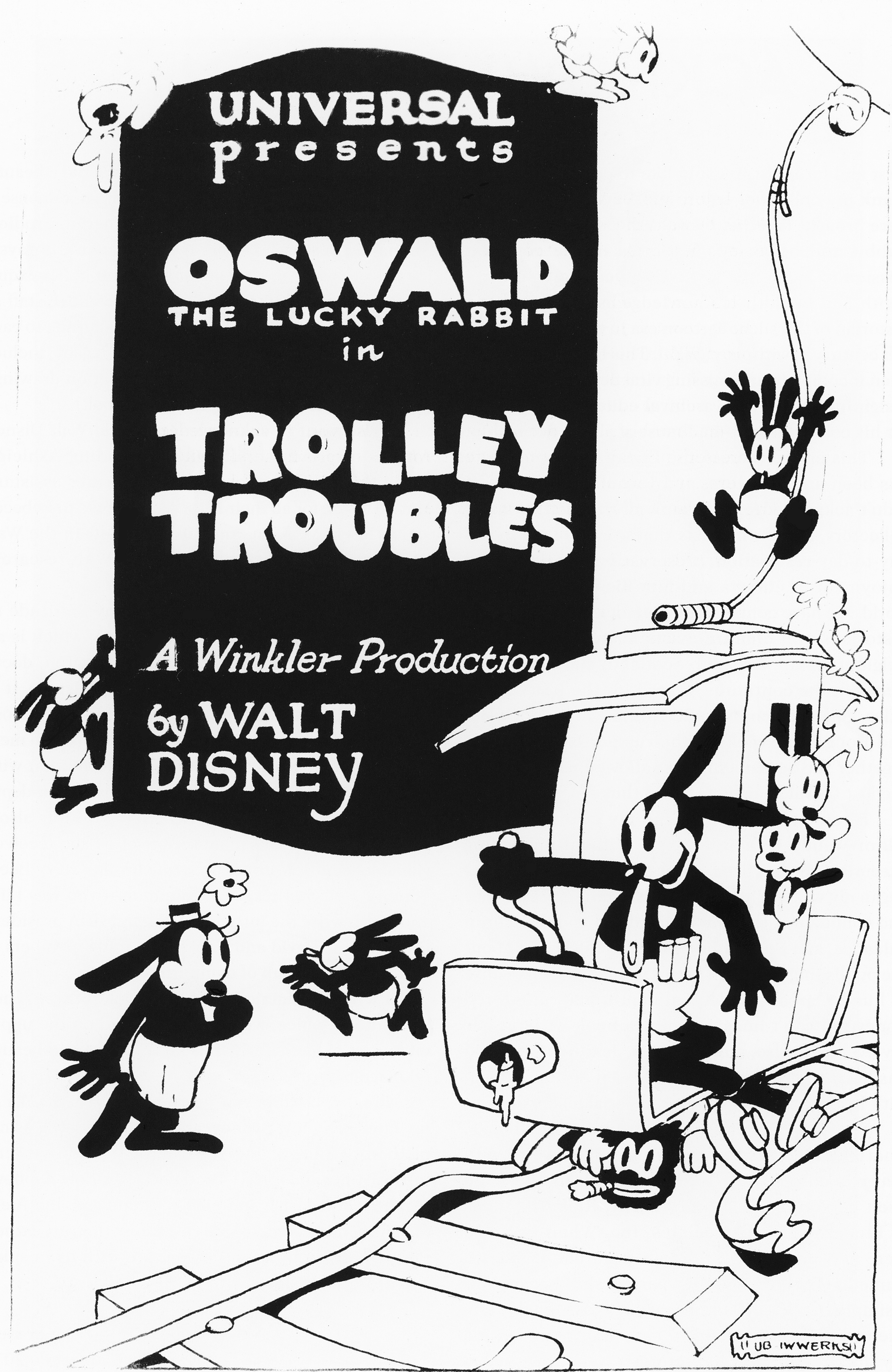
Poster di Trolley Troubles, 1927

Nel 1927 il distributore Charles Mintz, insoddisfatto del successo delle Alice Comedies, firmò un contratto con l'Universal Pictures, che aveva annunciato il suo interesse nel lanciare dei cartoni animati; a tal fine Mintz fece disegnare a Walt Disney e al suo socio Ub Iwerks un nuovo personaggio con la speranza di venderlo all'Universal: il risultato fu Oswald the Lucky Rabbit (Oswald il coniglio fortunato). La prima storia scritta fu quella di Poor Papa, sui problemi dei conigli con i loro numerosi figli, ma questo cartoon fu distribuito solo nel 1928. Il primo cartone di successo del personaggio fu Trolley Troubles. In seguito furono prodotti altri cartoni tra cui Oh, teacher!, Great Guns, Ozzie of the Mounted ecc. Nel 1928, Mintz, dopo aver notato la grande popolarità di Oswald rispetto ad altri cartoni come Felix the Cat, fece segretamente un contratto con gli animatori di Disney. L'unico che non accettò il contratto del distributore fu Ub Iwerks, consapevole dell'inganno, dato che Mintz sottrasse Oswald the Lucky Rabbit a Disney.
Disney, offeso da tale imbroglio, tornò a Los Angeles ed insieme ad Ub Iwerks si mise a disegnare i tratti di un nuovo personaggio, Mickey Mouse.

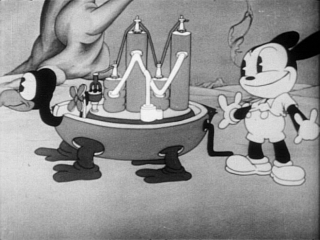
Il nuovo design di Oswald usato da Walter Lantz nel corto Making Good, 1932

Dopo che Charles B. Mintz e suo cognato George Winkler erano riusciti a strappare Oswald a Walt Disney, Mintz assunse Walter Lantz (futuro creatore di Picchiarello) come regista per i nuovi corti di Oswald. Il presidente della Universal, Carl Laemmle, rimase però insoddisfatto dal lavoro del duo Mintz-Winkler e li licenziò, decidendo invece di produrre i corti di Oswald direttamente alla Universal. Un giorno, discutendo scherzosamente con Laemmle, Lantz scommise che se avesse potuto batterlo in una partita di poker, la proprietà del personaggio sarebbe passata a lui. Come il destino avrebbe voluto, Lantz vinse la scommessa, e Oswald divenne il suo personaggio. Lantz ha ereditato molti dei suoi collaboratori iniziali, tra cui l'animatore Tom Palmer e il musicista Bert Fiske dello studio Winkler, ma soprattutto ha scelto il collega animatore di New York, Bill Nolan, per aiutarlo a sviluppare la serie.
Il 9 febbraio 2006 la Disney riottiene i diritti di Oswald in cambio del passaggio del telecronista sportivo Al Michaels dalle emittenti ABC e ESPN alla NBC, affiliata alla Universal. Con essi la Disney ha creato i due videogiochi della serie Epic Mickey. Oswald ricompare nel 2013 sul grande schermo nel cortometraggio di Topolino "Tutti in scena!".
Successivamente al ritorno dei diritti alla Disney, sono stati riscoperti alcuni cortometraggi che si credevano perduti. Il 28 novembre 2011 la società britannica Huntley Film Archives ha comunicato di aver ritrovato una copia in 16mm di Hungry Hobos (1928). L'11 dicembre 2014 la Biblioteca nazionale norvegese ha annunciato di aver trovato una copia pressoché completa di Empty Socks (1927) durante un inventario. Il 3 novembre 2015 una copia completa di Sleigh Bells (1928) è stata ritrovata nell'archivio del British Film Institute, e proiettata il Natale dello stesso anno. Sempre nel 2015, fu ritrovata una copia di Africa Before Dark in un museo tedesco e proiettato a Disneyland nello stesso anno. Nel 2016, fu fatta notizia dell'esistenza di una copia di The Ol' Swimmin' Hole da Dave Bossert. Nel 2017, sempre Dave Bossert ritrovò una copia dell'ultimo cartone di Oswald della Disney che si è creduto sempre che fosse un cartone del periodo Winker, High Up. E sempre nello stesso periodo, fu per la prima volta mostrato al pubblico Poor Papa in Blu-Ray, da una copia in 16mm acquistata dalla Disney.
A novembre 2018 (curiosamente un paio di giorni prima del 90º compleanno di Topolino) viene trovato un altro cortometraggio perduto da un collezionista cinematografico giapponese nella sua videoteca. I corti di Oswald mancanti della Disney sono 6.
Il 1º dicembre 2022 è stato pubblicato online un nuovo cortometraggio di Oswald disegnato a mano dalla Walt Disney Animation Studios, come celebrazione dei 100 anni di Disney.

## Storia editoriale
Il debutto di Oswald sulla carta stampata avviene nel 1935 nella collana di albi New Fun, con i disegni di Al Stahl nei quali veniva raffigurato come un coniglio dal pelo nero, stilizzato come nei film di qualche anno prima, anche se in quel periodo sullo schermo ha già un nuovo aspetto. In un'ulteriore versione riveduta e corretta a partire dal 1942, il personaggio compare in New Funnies, un comic book pubblicato dalla Dell Comics nel quale sono trasposti a fumetti alcuni dei personaggi animati di Walter Lantz. Oswald the Rabbit fa parte del cast dell'albo con storie autonome scritte prevalentemente da John Stanley, il quale gli abbina come comprimario fisso l'Orsetto Toby. Disegnato originariamente da Dan Gormley, Oswald sarà poi ripreso da Dan Noonan e Lioyd White, Mentre i successivi comic books, come il pubblicitario March of Comics, vari albi giganti della Dell e, dal 1949, qualche Four Color Comics a lui intitolato, i disegni saranno opera di Harvey Eisenberg, John Carey, Lynn karp, Frank McSavage e Dick Hall.

## Altri media

### Videogiochi
Nel 1995, Oswald apparve brevemente in Férias Frustradas do Pica-Pau, un videogioco basato su Picchiarello pubblicato solo in Brasile.
Come personaggio Disney, Oswald fa la sua prima comparsa come co-protagonista nel videogioco Epic Mickey. Nel gioco, essendo il primo personaggio scartato da Walt Disney, è il re indiscusso di Rifiutolandia, luogo in cui abitano tutti i personaggi dimenticati. Ci vive con sua moglie Ortensia e i suoi 432 figli (dei coniglietti azzurri). Tutto prospera finché Topolino, senza saperlo, gli mette i bastoni fra le ruote creando un'entità di nome Macchia nera: lascia infatti cadere accidentalmente sul piccolo mondo una bottiglia di solvente che liberandolo, porta con sé il mostro e i suoi scagnozzi nel mondo di Oswald. Ne segue una battaglia in cui Ortensia si sacrifica rinchiudendolo nella bottiglia ancora intatta.
Passano gli anni, e nel frattempo Oswald diventa invidioso di suo fratello minore, che è diventato famoso presso grandi e piccini. In un giorno d'inizio novembre, scopre con sorpresa che nel suo castello ha fatto irruzione proprio lui, cominciando poi a metterlo in difficoltà man mano che prosegue il viaggio all'interno di Rifiutolandia. Nelle Topocianfrusaglie parla brevemente con Topolino ma gli dice con gran fretta di aspettarlo a Tomorrow City, dove deve far partire un razzo. Lì, arrivando di gran anticipo, spiega a lui che tre parti del macchinario sono state nascoste nel regno e che bisogna riprenderle a tutti i costi.
Dopo averle ottenute tutte e tre, comunque, Oswald rimane vittima di un grande attacco di Macchia Nera e lo affronta eroicamente nel suo quartier generale. Ne esce sconfitto, ma Topolino sistema il mostro, sapendo comunque con grande sorpresa che ciò che aveva visto non era niente in confronto a ciò che è all'interno della bottiglia di solvente. Oswald è pronto a far pace, ma va su tutte le furie quando Topolino confessa ciò che fece anni prima nel laboratorio di Yen Sid. Mentre saltella pronto a combattere faccia a faccia contro Topolino, stacca accidentalmente il tappo, liberando tutto il suo contenuto di nuovo su Rifiutolandia: un enorme mostro d'inchiostro che con dei tentacoli comincia a succhiare tutta la vernice che forma ogni cosa. Utilizzando prima il razzo (che poi esplode) e successivamente dei fuochi d'artificio, Oswald e Topolino hanno la meglio e dopo essersi scusati a vicenda, diventano finalmente amici, "e forse, anche fratelli". Peccato che l'esplosione che segue catapulta Topolino verso il mondo esterno e che Yen Sid è pronto a buttarlo via a calci. Mentre suo fratello maggiore guarda per un'ultima volta i risultati delle sue imprese, il "coniglio fortunato" osserva con meraviglia come il suo mondo è rinato, così come Ortensia, che lo riempie subito di baci. Dopo aver salutato insieme ad altri cittadini, la nuova era vede per l'ultima volta Topolino, che improvvisamente vede il portale davanti a sé chiudersi con la magia di Yen Sid.
Riappare come co-protagonista e personaggio giocabile nel sequel Disney Epic Mickey 2: L'avventura di Topolino e Oswald
Riappare come co-protagonista  nel sequel Disney Epic Mickey 2: L'avventura di Topolino e Oswald. In questo gioco è ancora il sovrano di Rifiutolandia nonostante il suo mondo non sia più in rovina e a differenza del primo capitolo è un personaggio giocabile.
Compare come personaggio non giocabile nell'episodio per Nintendo 3DS, Disney Epic Mickey: Il potere della magia, nella Terra dei Cartoni dimenticati.
Compare anche nel gioco Disney Infinity.
Tetsuya Nomura, creatore e produttore del franchise Kingdom Hearts, aveva richiesto l'uso di Oswald per Kingdom Hearts III, ma la risposta della Disney è stata che il personaggio era "troppo difficile da usare", senza ulteriori chiarimenti, e pertanto non venne inserito.

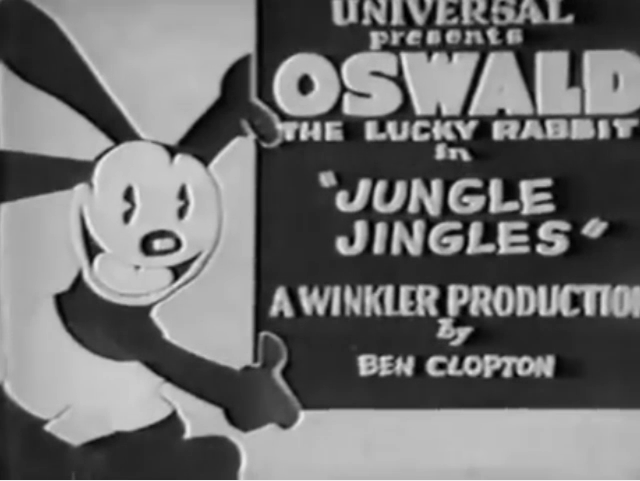
Titoli di testa di Jungle Jingles (1929)

### Altre apparizioni
- Il personaggio fa un'apparizione nel cortometraggio Tutti in scena! del 2013.[10]

- Oswald ha fatto alcuni cameo nella serie animata Topolino (2013-2019). Nella puntata "Avventura in Egitto" compare su dei geroglifici; nella puntata "Un vero gentiluomo" appare fisicamente, tirato fuori da un cumulo di spazzatura da Topolino; e nella puntata "L'anno del cane" compare sopra un cartellone.

- Nel film Big Hero 6 (2014) appare un adesivo con la faccia di Oswald sul soffitto della camera di Hiro.[11]

- Nel film Zootropolis (2016), un graffito raffigurante Oswald appare brevemente su un treno della metropolitana abbandonata in cui opera Doug.[12]

- Oswald fa un breve cameo nel film del Marvel Cinematic Universe del 2022 Doctor Strange nel Multiverso della Follia, mentre i figli di Wanda di Terra-838 guardano un vecchio cartone in bianco e nero di Oswald, Sky Scrappers (1928).

## Filmografia
- Trolley Troubles, regia di Walt Disney (1927)
- Oh Teacher, regia di Walt Disney (1927)
- The Mechanical Cow, regia di Walt Disney (1927)
- Great Guns!, regia di Walt Disney (1927)
- All Wet, regia di Walt Disney (1927)
- The Ocean Hop, regia di Walt Disney (1927)
- The Banker's Daughter, regia di Walt Disney (1927)
- Empty Socks, regia di Walt Disney (1927)
- Rickety Gin, regia di Walt Disney (1927)
- Harem Scarem, regia di Walt Disney (1928)
- Neck 'n' Neck, regia di Walt Disney (1928)
- The Ol' Swimmin' Hole, regia di Walt Disney (1928)
- Africa Before Dark, regia di Walt Disney e Ub Iwerks (1928)
- Rival Romeos, regia di Walt Disney (1928)
- Bright Lights, regia di Walt Disney (1928)
- Sagebrush Sadie, regia di Walt Disney (1928)
- Ride'em Plowboy, regia di Walt Disney (1928)
- Ozzie of the Mounted, regia di Walt Disney (1928)
- Hungry Hobos, regia di Walt Disney (1928)
- Oh What a Knight, regia di Walt Disney e Ub Iwerks (1928)
- Poor Papa, regia di Walt Disney (1928) – cortometraggio pilota
- The Fox Chase, regia di Walt Disney (1928)
- Tall Timber, regia di Walt Disney (1928)
- Sleigh Bells, regia di Walt Disney e Ub Iwerks (1928)
- High Up, regia di Rudolf Ising e Rollin Hamilton (1928)
- Hot Dog, regia di Walt Disney (1928)
- Sky Scrappers, regia di Walt Disney (1928)
- Mississippi Mud, regia di Walter Lantz (1928)
- Panicky Pancakes, regia di Hugh Harman e Ben Clopton (1928)
- Fiery Firemen, regia di Friz Freleng e Rudolf Ising (1928)
- Rocks and Socks, regia di Hugh Harman (1928)
- South Pole Flight, regia di Hugh Harman e Ben Clopton (1928)
- Bull-Oney, regia di Walter Lantz e Tom Palmer (1928)
- A Horse Tale, regia di Rollin Hamilton e Tom Palmer (1928)
- Farmyard Follies, regia di Walter Lantz e Rollin Hamilton (1928)
- Homeless Homer, regia di Rudolf Ising e Friz Freleng (1929)
- Yanky Clippers , regia di Walter Lantz e Tom Palmer (1929)
- Hen Fruit, regia di Friz Freleng (1929) – primo corto sonoro della serie
- Sick Cylinders, regia di Hugh Harman e Ben Clopton (1929)
- Hold 'em Ozzie, regia di Rollin Hamilton (1929)
- The Suicide Sheik, regia di Hugh Harman (1929)
- Alpine Antics, regia di Tom Palmer (1929)
- The Lumberjack, regia di Ben Clopton (1929)
- The Fishing Fool, regia di Rollin Hamilton (1929)
- Stage Stunts, regia di Walter Lantz (1929)
- Stripes and Stars, regia di Walter Lantz (1929)
- The Wicked West, regia di Friz Freleng (1929)
- Nuts and Jolts, regia di Hugh Harman (1929)
- Ice Man's Luck, regia di Rollin Hamilton (1929)
- Jungle Jingles, regia di Ben Clopton (1929)
- Weary Willies, regia di Friz Freleng (1929)
- Saucy Sausages, regia di Ben Clopton (1929)
- Race Riot, regia di Walter Lantz (1929)
- Oil's Well (1929)
- Permanent Wave (1929)
- Cold Turkey (1929)
- Pussy Willie (1929)
- Amateur Nite (1929)
- Hurdy Gurdy (1929)
- Snow Use (1929)
- Nutty Notes (1929)
- Ozzie of the Circus (1929)
- Kounty Fair (1930)
- Chilly Con Carmen (1930)
- Kisses and Kurses (1930)
- Broadway Folly (1930)
- Bowery Bimbos (1930)
- Tramping Tramps (1930)
- The Hash Shop (1930)
- The Prison Panic (1930)
- Hot for Hollywood (1930)
- Hell's Heels (1930)
- My Pal Paul (1930)
- Not So Quiet (1930)
- Spooks (1930)
- Henpecked (1930)
- Cold Feet (1930)
- Snappy Salesman (1930)
- Singing Sap (1930)
- The Detective (1930)
- The Fowl Ball (1930)
- The Navy (1930)
- Mexico (1930)
- Africa balla (Africa) (1930)
- Alaska (1930)
- Mars (1930)
- Il re del jazz (The King of Jazz), regia di John Murray Anderson (1930) - unica apparizione in un film live action
- China (1931)
- College (1931)
- Shipwreck (1931)
- The Farmer (1931)
- The Fireman (1931)
- Sunny South (1931)
- Country School (1931)
- The Bandmaster (1931)
- Northwoods (1931)
- The Stone Age (1931)
- Radio Rhythm (1931)
- Kentucky Belles (1931)
- Hot Feet (1931)
- The Hunter (1931)
- Wonderland (1931)
- The Hare Mail (1931)

- The Fisherman (1931)
- The Clown (1931)
- Grandma's Pet (1932)
- Mechanical Man (1932)
- Wins Out (1932)
- Beau and Arrows (1932)
- Making Good (1932)
- Let's Eat (1932)
- The Winged Horse (1932)
- Cat Nipped (1932)
- A Wet Knight (1932)
- Me nella jungla (Jungle Jumble) (1932)
- Day Nurse (1932)
- The Busy Barber (1932)
- Carnival Capers (1932)
- Wild and Woolly (1932)
- Teacher's Pests (1932)
- The Plumber (1933)
- The Shriek (1933)
- Going to Blazes (1933)
- Beau Best (1933)
- Ham and Eggs (1933)
- Confidence (1933)
- Five and Dime (1933)
- The Zoo (1933)
- The Merry Old Soul (1933)
- Parking Space (1933)
- Chicken Reel (1934)
- The Candy House (1934)
- The County Fair (1934)
- The Toy Shoppe (1934)
- Kings Up (1934)
- Wolf! Wolf! (1934)
- The Ginger Bread Boy (1934)
- Goldielocks and the Three Bears (1934)
- Annie Moved Away (1934)
- The Wax Works (1934)
- William Tell (1934)
- Chris Columbus Jr. (1934)
- The Dizzy Dwarf (1934)
- Ye Happy Pilgrims (1934)
- Sky Larks (1934)
- Spring in the Park (1934)
- Robinson Crusoe Isle (1935)
- The Hillbilly (1935)
- Two Little Lambs (1935)
- Do A Good Deed (1935)
- Elmer the Great Dane (1935)
- Towne Hall Follies (1935)
- At Your Service (1935)
- Bronco Buster (1935)
- Amateur Broadcast (1935)
- The Quail Hunt (1935)
- Osvaldo e le tre scimmie (Monkey Wretches) (1935)
- Case of the Lost Sheep (1935)
- Osvaldo dottore (Doctor Oswald) (1935)
- Soft Ball Game (1936)
- Alaska Sweepstakes (1936)
- Slumberland Express (1936)
- Istituto di bellezza (Beauty Shoppe) (1936)
- I cinque gemelli (The Barnyard Five) (1936)
- Fun House (1936)
- Farming Fools (1936)
- Battle Royal (1936)
- Music Hath Charms (1936)
- Kiddie Revue (1936)
- Beachcombers (1936)
- Night Life of the Bugs (1936)
- Puppet Show (1936)
- The Unpopular Mechanic (1936)
- Gopher Trouble (1936)
- Everybody Sing (1937)
- Duck Hunt (1937)
- The Birthday Party (1937)
- Trailer Thrills (1937)
- The Wily Weasel (1937)
- The Playful Pup (1937)
- Lovesick (1937)
- The Keeper of the Lions (1937)
- The Mechanical Handy Man (1937)
- Football Fever (1937)
- The Mysterious Jug (1937)
- The Dumb Cluck (1937)
- The Lamp Lighter (1938)
- Man Hunt (1938)
- Yokel Boy Makes Good (1938)
- Trade Mice (1938)
- Feed the Kitty (1938)

Altri corti
- King of Jazz (1930)
- Toyland Premiere (1934)
- Springtime Serenade (1935)
- Firemen's Picnic (1937)
- Movie Phoney News (1938)
- Happy Scouts (1938)
- Snuffy's Party (1939)
- The Egg Cracker Suite (1943) – ultimo corto della serie e secondo a colori
- Well Oiled (1947)
- The Woody Woodpecker Polka (1951) - cameo
- Team Play (1952)
- Tutti in scena! (Get a Horse!), regia di Lauren MacMullan – cameo
- Oswald Holiday Greeting Card (2013)
- Oswald il Coniglio Fortunato (Oswald the Lucky Rabbit) (2022) - corto celebrativo

DVD speciale
Nel 2009 la Disney ha pubblicato un DVD (della serie Walt Disney Treasures) con i cartoni di Oswald completamente restaurati, con le nuove musiche composte da Robert Israel e con contenuti speciali presentati da Leonard Maltin (critico cinematografico). In più nel 2º Dvd del cofanetto c'è un documentario su Ub Iwerks: The Hand Behind the Mouse-The Ub Iwerks Story, realizzato dalla nipote, Leslie Iwerks; ci sono anche 3 Alice Comedies, 2 cartoni di Mickey Mouse e la prima Silly Symphonies (tutti di Ub Iwerks).